# Wiemersdorf
Wiemersdorf er en by og en kommune i det nordlige Tyskland, beliggende i Amt Bad Bramstedt-Land i den vestlige del af Kreis Segeberg. Kreis Segeberg ligger i den sydøstlige del af delstaten Slesvig-Holsten.

## Geografi
Wiemersdorf ligger omkring fem kilometer nord for Bad Bramstedt ved landesstraße 319. Mod syd går Bundesstraße B206 fra Bad Bramstedt mod Itzehoe og mod øst går motorvejen A7 fra Hamborg nod Flensborg.
Kommunen ligger ved jernbanen Hamborg-Altona–Neumünster.